# Gornji Bučik
Gornji Bučik je naselje v občini Banovići, Bosna in Hercegovina. 

## Deli naselja
Gornji Bučik, Krešići, Lugovići in Saletovići.

## Prebivalstvo
| Pregled števila prebivalcev po letih | Pregled števila prebivalcev po letih | Pregled števila prebivalcev po letih | Pregled števila prebivalcev po letih | Pregled števila prebivalcev po letih | Pregled števila prebivalcev po letih |
| ------------------------------------ | ------------------------------------ | ------------------------------------ | ------------------------------------ | ------------------------------------ | ------------------------------------ |
| 1948                                 | 1953                                 | 1961                                 | 1971                                 | 1981                                 | 1991                                 |
| -                                    | -                                    | -                                    | 297                                  | 476                                  | 437                                  |

| Narodna sestava prebivalstva po letih                                                                                      | Narodna sestava prebivalstva po letih                                                                                       | Narodna sestava prebivalstva po letih                                                                                      |
| --- | --- | --- |
| 1971 | 1981 | 1991 |
| . skupaj: 297 Muslimani 290 (97,64 %) Srbi 5 (1,68 %) Hrvati 1 (0,33 %) Jugoslovani 0 (0,00 %) drugi in neznano 1 (0,33 %) | . skupaj: 476 Muslimani 461 (96,84 %) Srbi 4 (0,84 %) Hrvati 0 (0,00 %) Jugoslovani 11 (2,31 %) drugi in neznano 0 (0,00 %) | . skupaj: 437 Muslimani 433 (99,08 %) Hrvati 0 (0,00 %) Srbi 0 (0,00 %) Jugoslovani 1 (0,22 %) drugi in neznano 3 (0,68 %) |